# Терехово (Рязанская область)
Терехово — село в Шиловском районе Рязанской области России, административный центр Тереховского сельского поселения.

## Географическое положение
Село Терехово расположено на Окско-Донской равнине на правом берегу реки Оки в 9 км к северо-востоку от пгт Шилово. Расстояние от села до районного центра Шилово по автодороге — 20 км.
Расположенное в пойме двух рек, Оки и Тырницы, село Терехово окружено целой системой озер. К северу от села находятся озера Судовое, Заводка, Тоня, и небольшой прибрежный лес с пляжем на реке Оке и базой отдыха «Терехово». К востоку от села — пойменные озера Канижи, Кривая Негань и Вощерка. К западу и югу — большой лесной массив (Тереховская дубрава) с урочищами Озерки, Пёсье и Берзятино и наиболее крупные озера — Свинное, Чудино и Кужиха. Ближайшие населённые пункты — села Надеино, Ирицы и Юшта.

## Население
| 1859 | 1897  | 1906  | 2010 |
| ---- | ----- | ----- | ---- |
| 1718 | ↘1677 | ↗2120 | ↘306 |

По данным переписи населения 2010 г. в селе Терехово постоянно проживают 306 чел. (в 1992 г. — 550 чел.).

## Происхождение названия
По версии же михайловских краеведов И. Журкина, Б. Катагощина село получило своё название по фамилии землевладельца Терехова.
Легенда связывает происхождение названия села с именем разбойника Тереха, грабившего плывущие по Оке суда. Другая легенда рассказывает о том, что разбойник вступил в сговор со священником сельской церкви: последний сообщал ему о проезжавших купцах. Однажды ограбленный купец проклял священника, после чего церковь в одну ночь затонула, а на её месте образовалось озеро Чудино.

## История
В окрестностях села Терехово люди жили издревле. Здесь обнаружено множество памятников археологии: в 3 км к западу от села на левом берегу реки Оки — стоянка эпохи позднего неолита и бронзового века (3—2 тыс. до н.э.); в 200 м к югу от села на мысе у озера Чудино — городище с культурными слоями эпохи бронзы и раннего железного века (2 тыс. до н.э. — VII в. н.э.).

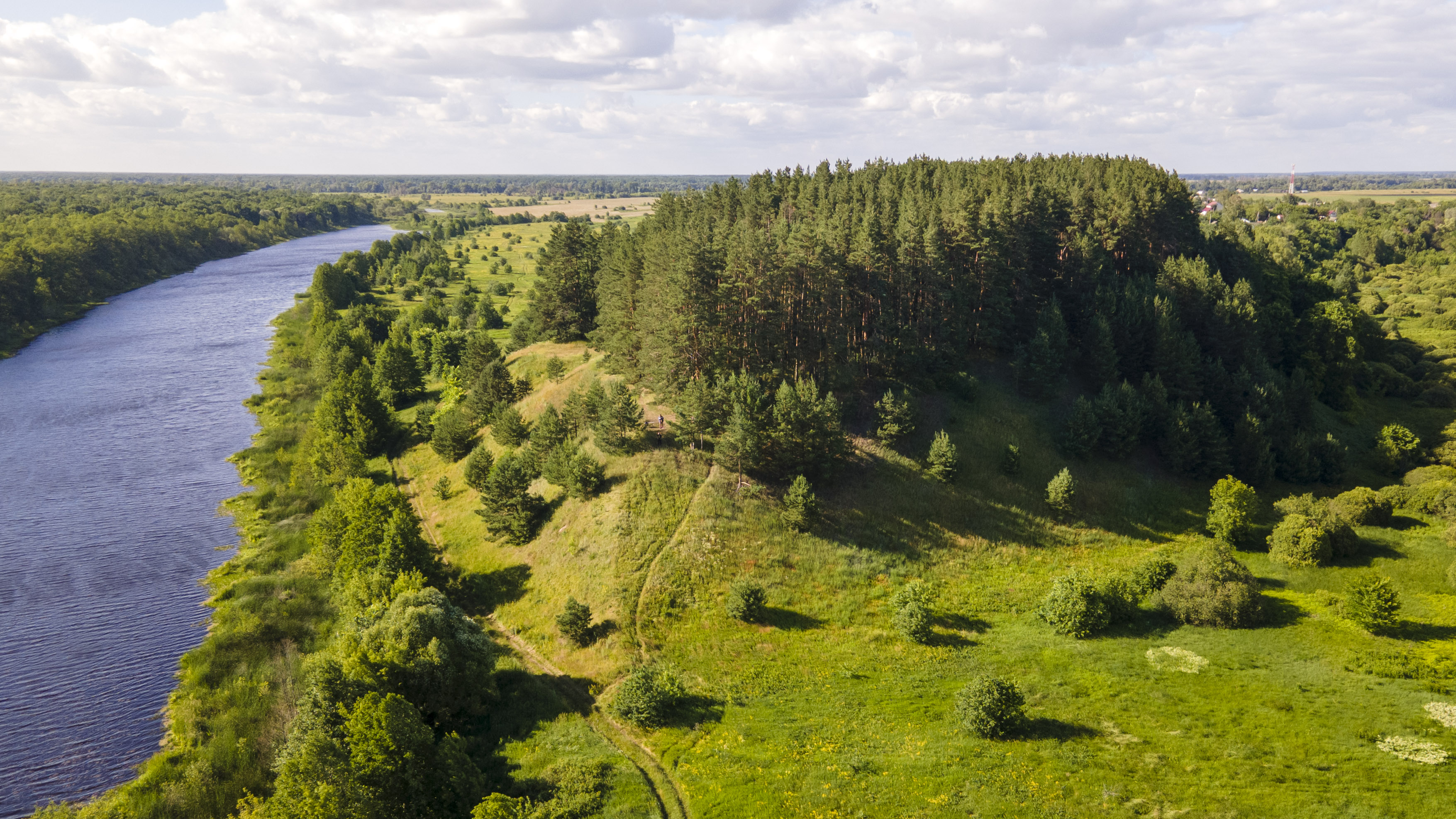
Тереховское городище

Материалы этого, так называемого, Тереховского городища — фрагменты керамики, каменные орудия, реже изделия из бронзы и железа. При раскопках были найдены глиняные фигурки, покрытые странными знаками, похожими на руническую письменность. Доказано также, что в конце 1 тыс. н. э. Тереховское городище было одним из наиболее крупных неславянских поселений Приокского края, возможно даже — столицей Артании, древнего государства, о котором сообщали арабские путешественники. В середине X в. городище пало под ударами врага, — об этом свидетельствуют многочисленные находки оружия и слой золы на его территории.
Хорошо защищённый самой природой, мыс у озера Чудино и в дальнейшем не потерял своего оборонного значения. В XI — начале XIII вв. здесь существовало древнерусское городище, заброшенное, вероятно, после монголо-татарского нашествия.
Не позднее начала XVI в. в Мещерском стане на левом берегу реки Оки, как раз напротив будущего села Терехово, возник Терехов Воскресенский мужской монастырь. Время основания монастыря неизвестно, но он уже существовал в начале XVI в. В 1520 г. великим князем Василием III Ивановичем (1505—1533) игумену Терехова Воскресенского монастыря Роману была выдана «Жалованная подтвердительная несудимая на данного пристава и заповедная (от владычных пошлинников) грамота» на его владения – сельцо Тереховское, Селивановское и Верхние Рясы Васильевские Александровские с починком, угодьями и половиною Шиловского мыта в Старорязанском стане на Мещерской стороне в Рязанском уезде.

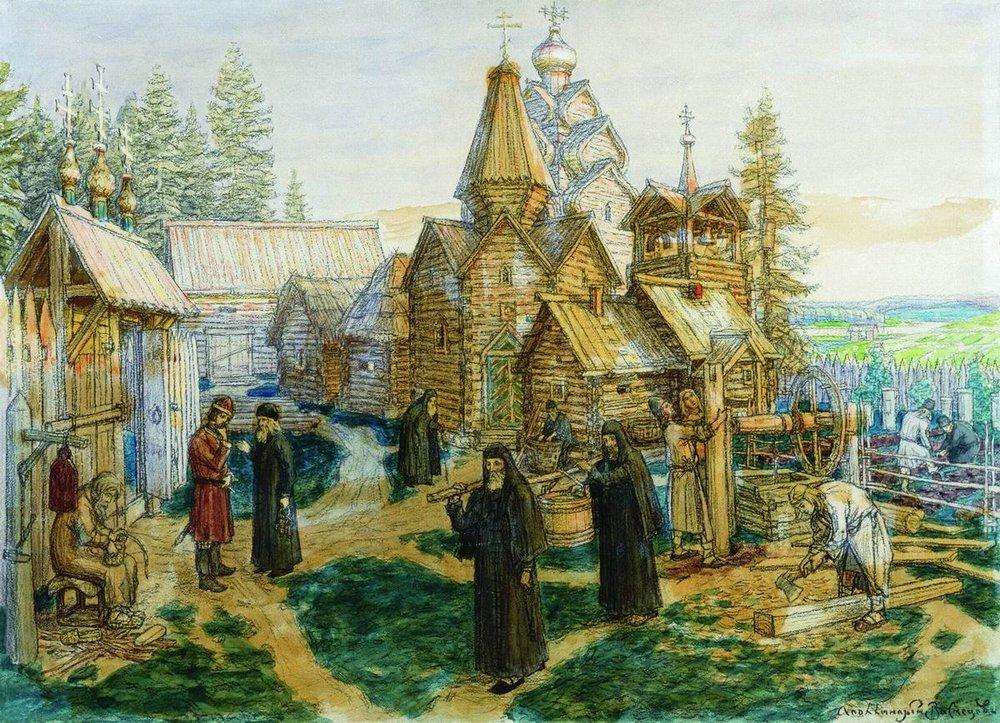
Монастырь в Московской Руси. Художник А. Васнецов.

Таким образом в грамоте впервые упоминается не только Терехов Воскресенский монастырь, но и сельцо Тереховское (совр. село Терехово).

В середине XVI в. Терехов Воскресенский монастырь сильно пострадал во время большого пожара, во время которого в нём сгорели все жалованные ему грамоты. После этого по указу царя Ивана IV Васильевича (1533—1584) он был приписан к Солотчинскому монастырю, а при царе Федоре I Ивановиче снова стал самостоятельным и управлялся игуменами. В XVI — начале XVII вв. Терехову Воскресенскому монастырю принадлежало примерно 1/3 земель современного Шиловского района. На географических картах XVI — XVII  вв. Терехов монастырь помечен как важный стратегический пункт. Положение его определяется в Книге Большому Чертежу так: 
«А ниже Переславля-Рязанского 30 верст на Оке Старая Рязань, а ниже Старыя Рязани по Оке Терехов монастырь; от Рязани до Терехова монастыря 50 верст».

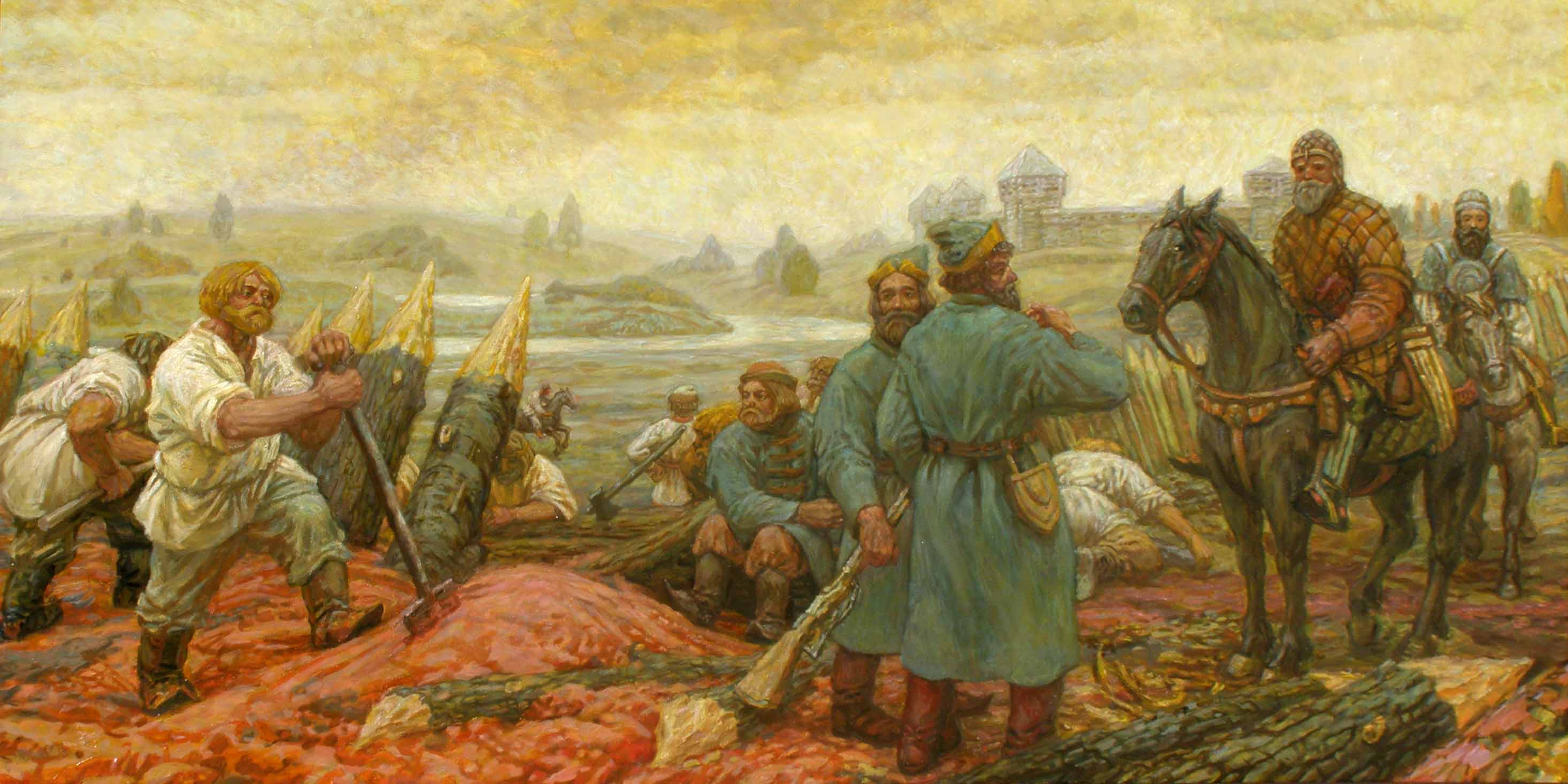
Засечная черта. Южный рубеж. Художник М. Пресняков.

Это было время, когда в Рязанском крае шло строительство Большой засечной черты. Вблизи от современного села Терехово от устья реки Пары до города Шацка была устроена так называемая Шацкая засека. В XVI в. на мысу у озера Чудина, на месте древнерусского городища, возник Терехов городок, ставший ключевым пунктом этого отрезка Шацкой засеки. В летнюю пору, когда усиливалась опасность набегов татар и ногаев, сюда посылался московский боярин с воинским отрядом.

В выписи из писцовых книг 1615 г. даётся такое описание Терехову Воскресенскому монастырю и сельцу Терехову: 
«Монастырь Терехов по Оке реке на берегу, а в монастыре церковь Воскресенье Христово, древена вверх да другая церковь теплая Ведение Пречистые Богородицы да предел великого чудотворца Николы древена вверх. Да под монастырем же деревня слободка, пашни паханые наездом и перелогу и лесом поросло добрые земли 50 чети, того ж Терехова монастыря вотчина на Резанской стороне сельцо Терехово на Оке реке на берегу; пашни и перелогу и лесом поросло добрые земли 403 чети без полу-осьмины; пустошь Пантелеевская, а Деевская тож, пашни и перелогу и лесом поросло добрые земли 60 чети; и всего Терехова монастыря вотчины: сельцо да слободка да пустошь, пашни паханые и наезжие и перелогом и лесом поросло добрые земли 513 чети без полу-осьмины в поле, а в дву потомуж. Да у монастыря ж рыбные ловли Тим, что было старая Ока река текла, да озерко Чудин да половина озерка Кужевты да озерко Глухое; а другая половина за козаки за Ивашком за Кондратьевым да за Ивашком за Яковлевым; да бобровые гоны в реке Тыронце от Хмелинова источка вверх по Тыронцу и рыбная ловля, по правой стороне озерка до Кужевскова источку; правая сторона берег и заводы монастырские и рыбная ловля по Хожщинскай исток к Резанскому берегу, да под монастырем же на Оке реке мыт и перевоз».
Судя по этому документу, к началу XVII в. Терехов городок уже прекратил своё существование: он даже не упоминается. Видимо сказывались последствия Смуты начала XVII в.: в 1616 г. Терехов Воскресенский монастырь был полностью разорён и сожжён бандами польского пана Лисовского («лисовчиками»). Об этом свидетельствует выпись, данная 10 февраля 1617 г. игумену Зосиме на монастырские вотчины, в которой сказано: 
«Бил челом государю царю и великому князю Михаилу Федоровичу всеа Русии с Резани Терехова монастыря игумен Изосим с братьею, в прошлом де во 7123 [1616] году был в Резанском уезде пан Лисовский и Резанские места воевал и Терехов монастырь разорил без остатку».
После этого длительное время Терехов Воскресенский монастырь находился в состоянии упадка. В писцовых книгах за 1629—1630 гг. в нём значатся те же деревянные Воскресенская и Введенская церкви, а также 
«2 кельи игуменские да келья келарская да 4 кельи братцких, а братьи в монастыре 10 братов чернцов, да погреб да сушило да изба хлебенная да поварня да житница, у монастыря ж двор конюшеннай, двор скотей, да под монастырем Слободка Безпашенная, живут слушки и детеныши, … и всего в монастыре 7 келей, в них братьи 11 человек, да в подмонастырскай слободке двор скотей, 5 дворов служних, людей в них тож, да 5 дворов рыболовских, людей в них тож, да 4 места пустых, да в сельце Терехове 3 двора крестьянских, людей в них 11 человек, 4 двора бобыльских, людей в них 7 человек, 18 мест пустых».
Грамотою царя Алексея Михайловича (1645—1676) от 12 октября 1657 г. Терехов Воскресенский монастырь с принадлежавшими ему вотчинами был приписан к Саввино-Сторожевскому монастырю.

Само Терехово в окладных книгах 1676 г. упоминается уже в качестве села с церковью «мученик Флора и Лавра». При церкви показаны 
«двор поп Иван, просвирницы и пономаря нет, пособствуют, приходя из монастыря, дьячки. Церковные пашни 5 четвертей в поле, в дву потомуж, сена на 50 копен. Из монастырских дач рыбных ловель и иных угодей никаких нет, по скаске попа Ивана. В приходе к той церкви: монастырских слуг 3 двора, крестьянских 60 дворов, бобыльских 10 дворов».
В 1764 г. Терехов Воскресенский мужской монастырь был упразднён указом императрицы Екатерины II (1762—1796), «и отдан со всею утварью под присмотр и сбережение причту села Терехова». С этого времени крестьяне села Терехово перешли в разряд экономических, государственных крестьян. 20 мая 1775 г., «на день Отдания Пасхи, через час по окончании литургии», церковь Флора и Лавра в селе Терехово сгорела, и, с разрешения преосвященного Палладия, епископа Рязанского и Шацкого, в село была перенесена деревянная церковь упразднённого Терехова Воскресенского монастыря вместе с иконостасом. Новый храм был освящён в 1780 г.
В 1843 г. на месте старой обветшавшей церкви в селе Терехово была построена новая, также деревянная, во имя Введения во храм Пресвятой Богородицы с приделами в честь евангелиста Иоанна Богослова и мучеников Флора и Лавра. С 1858 г. в селе действовала земская приходская школа. Терехово являлось важной пристанью на реке Оке.
К 1891 г., по данным И. В. Добролюбова, в селе Терехово насчитывалось 224 двора, а в соседней деревне Надеино — 77 дворов, в коих всего проживало 1030 душ мужского и 999 душ женского пола, в том числе грамотных мужчин 332, женщин 38. В 1902 г. на средства и стараниями прихожан в селе была построена новая каменная Введенская церковь на месте прежней.
В годы 1-й русской революции 1905—1907 гг. в Терехове велась активная революционная агитация. По донесениям полиции в октябре 1906 г. сход местных крестьян с единодушным одобрением слушал агитаторов Д. М. Гаврикова и Г. Л. Стрюкова, призывавших к свержению самодержавия, а затем самовольно сместил волостного старшину.

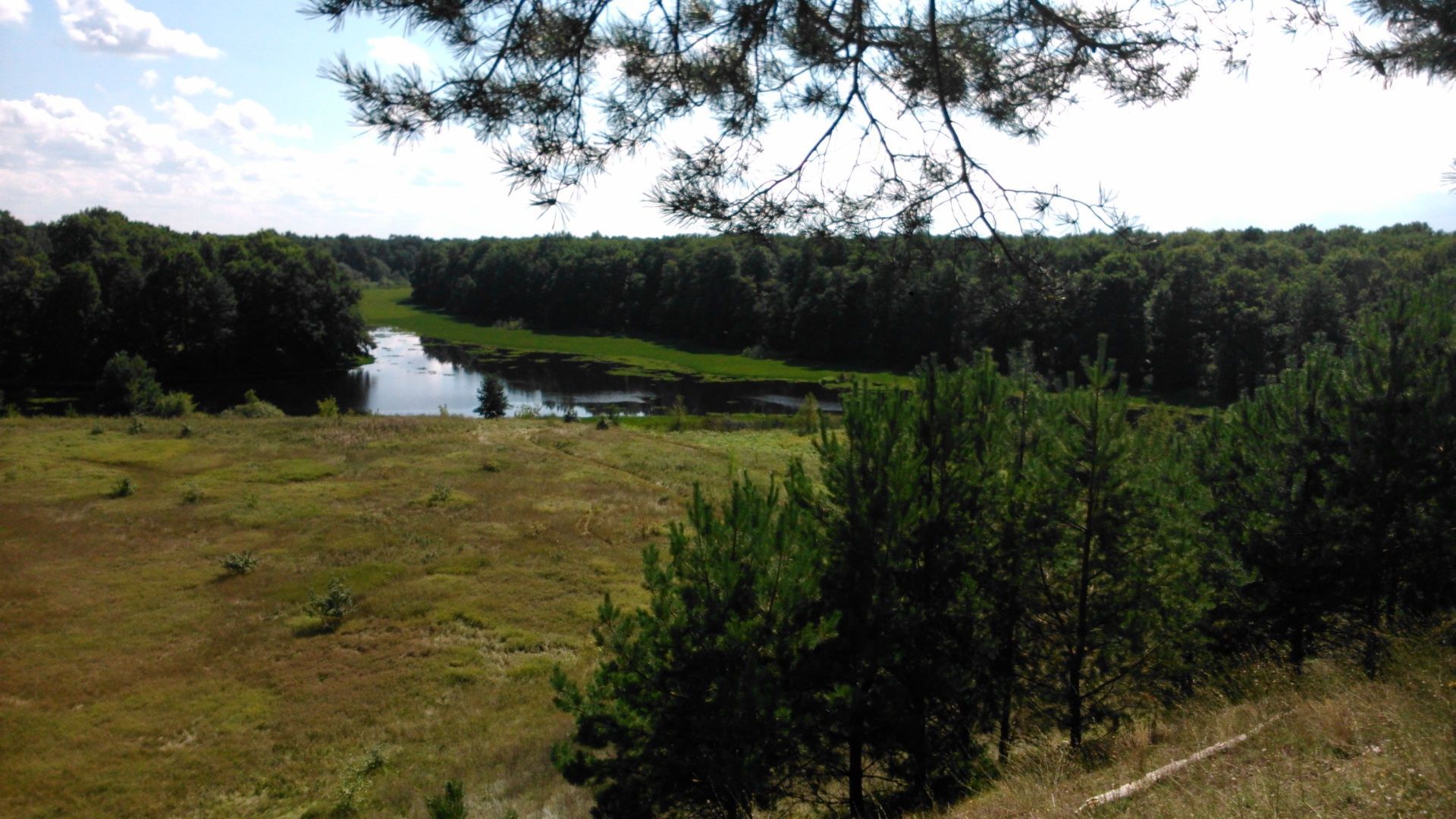
Село Терехово. Озеро Чудино и Тереховская дубрава.

В начале 1918 г. в Терехово была установлена власть выборного Совета крестьянских депутатов. Однако введение комбедов и жёсткое осуществление советской властью политики продразверстки привело к тому, что в ноябре 1918 г. тереховские крестьяне приняли активное участие в антисоветском мятеже, во главе которого встал бывший офицер царской армии Козловский. В Терехове (а затем и в селе Тырново) мятежники неудачно пытались захватить пароход «Витязь», шедший с оружием в Касимов. Долгое время близ села, в Тереховской дубраве, скрывались банды дезертиров.
В 1920-е гг. в селе Терехове было построено новое здание школы, с 1926 г. начал действовать молочный завод товарищества И. П. Беликова. Принимая молоко от жителей сел Терехово, Надеино, Ирицы, завод выпускал прекрасное масло и сыр, которым был присвоен «Знак качества». В 1926 г. в Терехове была создана первая ячейка ВЛКСМ в составе 10 человек. Её членами стали М. И. Мазин, П. Н. Переведенцев, В. М. Калиночкин, И. И. Крысанов и другие.
В конце 1929 — начале 1930 гг. молочный завод в Терехове был национализирован, в результате коллективизации на селе был создан также колхоз «Новый путь». Председателем сельского совета в Терехове в 1931 г. стал Сергей Васильевич Маринин. В 1940 г. постановлением Областного Совета депутатов трудящихся была закрыта церковь.
В годы Великой Отечественной войны 1941—1945 большая часть мужского населения села Терехово оказалась на фронте. Сельскохозяйственные работы и работу на молочном заводе осуществляли женщины и подростки. Несмотря на это в начале 1942 г. труженики колхоза «Новый путь» на общем собрании решили отчислить 30 000 руб. на постройку танков для Красной Армии. Когда в конце 1942 г. по Рязанской области начался сбор средств на строительство танковой колонны «Рязанский колхозник», колхоз перечислил на счёт колонны ещё 28 565 руб. В январе 1943 г. со страниц районной газеты тереховские колхозники обратились с призывом к жителям области собрать средства для постройки боевых самолётов. Тружениками села были собраны значительные средства в фонд авиаэскадрильи «Рязанский колхозник».
В послевоенные годы развитие села Терехово продолжалось. В 1956—1957 гг. на селе был проведён водопровод, работавший от дизельной электростанции. На улицах села было установлено 7 водоразборных колонок. В конце 1958 — начале 1959 гг. была начата электрификация села. Вначале электричество в дома подавали с 6 до 23 часов. Подключение к центральной электролинии Мосэнерго было осуществлено в 1964 г.
Тереховский колхоз «Новый путь» специализировался на мясо-молочном направлении, занимался разведением крупного рогатого скота. Выращивали племенных тёлок черно-пестрой породы для продажи и ремонта стада. Самое большое поголовье скота в хозяйстве в 1980-е гг. доходило до 2100 голов, дойных коров — до 815 голов. На полях выращивались картофель и зерновые. Коллектив механизированного картофелеводческого звена С. В. Калиночкина в течение ряда лет возглавлял социалистическое соревнование по области, добиваясь высоких урожаев. Всего хозяйство имело сельскохозяйственных угодий 2164 га, в том числе лугов — 1109 га, пашни — 415 га, пастбищ — 640 га.
Продолжал свою работу и Тереховский молочный завод. Долгое время мастерами молочного завода проработали Дмитрий Алексеевич Калинкин (с октября 1967 г. по апрель 1981 г.), Александр Дмитриевич и Ольга Александровна Почуновы (с августа 1981 г. по август 2003 г.). Завод прекратил свою работу в 2003 г.

## Экономика
По данным на 2015/2016 г. в селе Терехово Шиловского района Рязанской области расположена:
1. ООО База отдыха «Терехово» (деятельность в сфере туризма).

Реализацию товаров и услуг осуществляют несколько магазинов.

## Социальная инфраструктура
В селе Терехово Шиловского района Рязанской области имеются отделение почтовой связи, фельдшерско-акушерский пункт (ФАП), Дом культуры и библиотека.

## Транспорт
Вплоть до середины XX в. наибольшее значение для села Терехово имел водный транспорт. Река Ока и Окский речной путь связывали село с крупнейшими центрами Рязанской области. В селе имеется речная пристань (якорная стоянка), действует участок № 4 канала имени Москвы.
С конца XX в. основные грузо- и пассажироперевозки осуществляются автомобильным транспортом: село имеет выезд на проходящую поблизости автомобильную дорогу регионального значения Р125: «Ряжск — Касимов — Нижний Новгород». Через реку Оку в летнее время действует паромная переправа; в зимнее время движение осуществляется по льду.

## Достопримечательности
- Терехово городище — укреплённое поселение эпохи бронзового и раннего железного веков (2 тыс. до н.э. — VII в. н.э.). Памятник археологии, находится в 200 м к югу от села.[15]
- Храм Введения во Храм Пресвятой Богородицы — Введенская церковь. Построен в 1902 г. на средства прихожан.[16]

## Известные уроженцы
- Анатолий Николаевич Афонькин (род. 1938 г.) — машинист экскаватора Шиловской ПМК № 11 объединения «Рязаньмелиорация», полный кавалер ордена Трудовой Славы.